# Artefactos de color en video compuesto

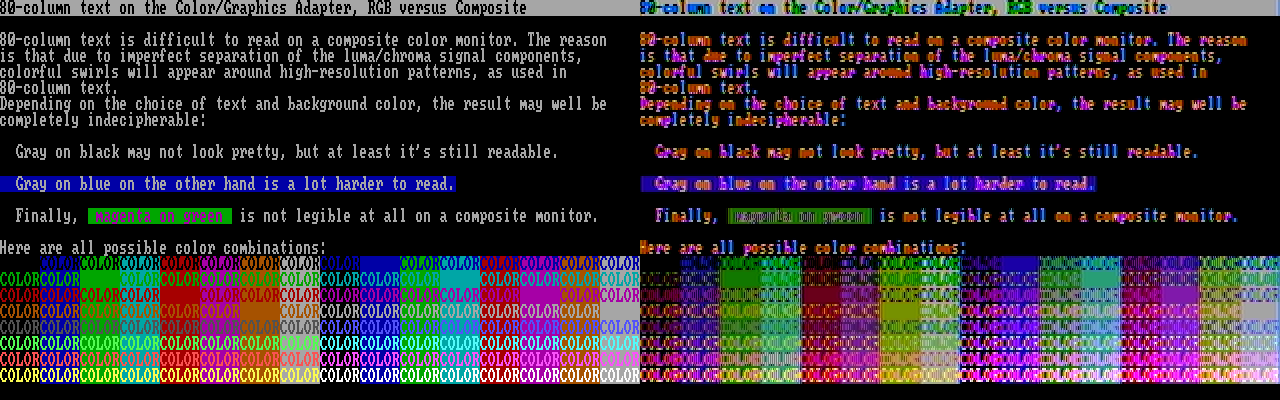
CGA modo de texto en 80 columnas en RGB (izquierda) vs. monitor compuesto (derecha)

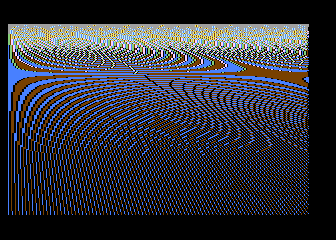
patrón Moiré en un Atari de 8-bit en modo de 320 pixeles horizontales. Los colores son artefactos resultantes de mostrar pixeles a alta resolución que tienen la mitad de alto de un ciclo de reloj NTSC.

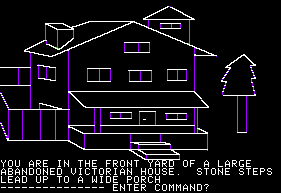
pantalla del juego Mystery House en un Apple II. El color blanco se consigue combinando púrpura y verde, produciendo blanco en el medio, pero mostrando los otros dos colores en los extremos.

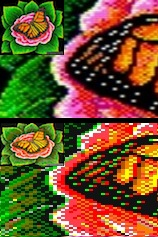
Ejemplo artístico creado con la idea de conseguir pixeles con valores promediados en una señal de video compuesto.

Artefactos de color en video compuesto es un término que designa una serie de modos gráficos utilizados en ordenadores personales de los años 70 y 80. En algunas máquinas, cuando se conectaba un televisor NTSC o un monitor de video compuesto, la codificación de la señal de video permitía obtener unos colores extra, manipulando las posiciones de los pixeles en pantalla y saltándose de este modo la limitación de colores de la paleta de hardware.
Este modo se utilizó sobre todo en juegos, ya que limitaba la resolución horizontal más de lo habitual. Era utilizado en IBM PC (gráficos cga), TRS-80 y Apple II, siendo posible también en el Atari de 8-bits.
Las limitaciones del video compuesto en lo referente a la resolución horizontal se utilizaron en otros sistemas. Los valores de los pixeles adyacentes se promediaban horizontalmente, produciendo colores sólidos o generando efectos de transparencia.
En pantallas PAL este efecto no generaba nuevos colores sino una mezcla de pixeles horizontalmente. No obstante, dependiendo del sistema PAL utilizado, los resultados variaban. Si se utilizaban PAL M o PAL N se podían producir artefactos similares a los obtenidos en NTSC. Si se utilizaba una resolución superior los gráficos presentaban patrones de interpolación. Máquinas como el ZX Spectrum o la Sega Megadrive se aprovecharon de ello.

## Compatibilidad conhardware

### CGA
Cuando se utiliza un adaptador CGA con una salida NTSC la separación entre luminancia y crominancia no es perfecta, produciendo artefactos de color, lo que comúnmente se conoce como manchado. Este efecto es bastante problemático  en el formato de texto a 80 columnas(véase imagen a la derecha).
Por esta razón cada modo existe por duplicado: como una versión a color y como una versión monocroma. La versión monocroma prescinde de la decodificación de color de NTSC, por lo cual se consigue una imagen en blanco y negro, sin sangrado de color alguno y por lo tanto con una imagen enfocada. En monitores RGBI, ambas versiones de cada modo son idénticas, con excepción del modo gráfico 320X200, donde la versión monocroma produce una tercera paleta.
Los programadores aprendieron a utilizar estos fallos como un recurso a la hora de programar ya que los patrones de puntos de alta resolución se mezclarían formando áreas de colores sólidos, permitiendo obtener con ello nuevos colores. Ya que estos colores se obtenían a través de artefactos se les llamó convenientemente "colores de artefactos". Tanto el estándar 320x200 a 4 colores como 640x200 con color negro podían hacer uso de esta técnica.
Las pantallas que se obtenían tenían una resolución utilizable de 160x200 con 16 colores:
- Negro
- Verde oscuro
- Azul
- Cian
- Carmesí
- Gris marrón oscuro
- Magenta
- Violeta
- Gris oscuro
- Verde brillante
- Gris marrón brillante
- Cian brillante
- Escarlata
- Amarillo
- Rosa caliente
- Blanco

### TRS-80
El modo 256x192 del TRS-80, con 2 colores, utiliza 4 debido a una peculiaridad del sistema NTSC. No se pueden pintar en pantalla 256 puntos debido a las limitaciones de la señal NTSC y la relación de fase entre el reloj VDG (video display generator) y la frecuencia de la portadora encargada de sincronizar la crominancia. Utilizando la gama de colores verde y negra para los puntos, las columnas no se pueden distinguir, apareciendo como un verde oscuro. Si se utiliza la gama blanca y negra, en vez del esperado gris, se obtiene un naranja o un azul. Invertir el orden de los puntos produce los colores inversos. Al final lo que se obtiene es un modo de 128x192 donde se dispone de negro, naranja, azul y blanco. Muchos juegos acabaron utilizando este modo en vez del clásico modo de hardware con 4 colores. Por desgracia el funcionamiento del VDG no es del todo predecible, de modo que el comportamiento del naranja y azul es algo aleatorio. Muchos juegos arrancaban con una pantalla incitando al usuario a presionar el botón de reseteo del ordenador hasta que los colores fueran los correctos. Este problema se resolvió posteriormente, el usuario presionaba la tecla F1 durante el reseteo para elegir otro conjunto de colores. Cuando se disponía de un monitor RGB, los patrones de puntos en blanco y negro no producían artefactos, de modo que era necesario disponer de un monitor compuesto, o bien parchear los juegos para utilizar el modo 128x192 de 4 colores, gracias a lo cual el chip GIME(Graphics Interrupt Memory Enhancer) permitía mapeado de colores. En los países en que se utilizaba el sistema PAL se mostraban unas bandas púrpura y verdes en vez de colores rojo y azul.
Los lectores de las revistas The rainbow y Hot CoCo se dieron cuenta de la posibilidad de utilizar el comando POKE para que el chip 6847 VDG utilizase modos de artefactos, continuando el intérprete Extended color Basic del TRS-80 funcionando como si aún se estuviera mostrando el modo de 4 colores a 128x192. Como consecuencia todo el set de comandos del Extended color Basic se podía utilizar con los colores de artefactos. Posteriormente algunos usuarios fueron capaces de conseguir un set de 16 colores utilizando matrices de pixeles de 4x2. Con el uso del comando POKE estos colores estaban también disponibles para los comandos gráficos, si bien había que dibujar línea a línea horizontalmente.
La paleta resultante es la siguiente:
- Negro
- Cian oscuro
- Rojo ladrillo
- Violeta claro
- Azul oscuro
- Azul celeste
- Verde olivo
- Marrón
- Púrpura
- Azul claro
- Naranja
- Amarillo
- Gris claro
- Blanco azulado
- Blanco rosado
- Blanco

### APPLE II
El Apple II se aprovechó de una peculiaridad existente en la señal NTSC, que permitía la representación de color de una forma sencilla y barata.
El display del Apple II proporcionaba 2 pixeles por cada ciclo de portadora. Cuando se activaba la portadora responsable de la sincronización de la crominancia y se encendía el ordenador, este podía representar el color verde mostrando un patrón de pixeles alterno, mostrando el magenta con un patrón opuesto y blanco situando dos pixeles próximos el uno al otro. Más tarde se consiguió la representación de azul y naranja alterando el offset (distancia) entre los pixeles, medio pixel en relación con la señal de sincronización. El display de alta resolución conseguía más colores realizando una mayor compresión, en cada ciclo de portadora había más pixeles.
En modo de baja resolución se trabajaba de forma distinta, ya que podía ofrecer un patrón de puntos por pixel de modo que había más opciones de color. Esos patrones se podían almacenar en la ROM y reemplazaban a los patrones de bits en formato de texto cuando se cambiaba a modo de baja resolución. El modo de texto y gráfico de baja resolución utilizaban la misma región de memoria y la misma circuitería.

### Atari 8-BIT
El modo 8 del Atari, que utilizaba el chip CTIA podía mostrar blanco y negro a una resolución de 320x192. Los programadores se dieron cuenta de que utilizando colores de artefactos se podían conseguir azul y rojo. Un ejemplo de esto lo constituye el juego The wizard and the princess de On-Line systems, mostrando 4 colores. Posteriormente Atari lanzó el chip GTIA, no obstante la representación de colores con este chip era incorrecta.

## Soporte de software
Muchos de los juegos ofrecían gráficos optimizados para monitores con video compuesto.
El juego Ultima II, es el primero de una serie portado al IBM PC, que utilizaba este tipo de gráficos. King’s quest utilizaba también 16 colores. Otros ejemplos son Microsoft decathlon o King’s quest II y III.

## Otras máquinas y el sistema PAL
Cuando se utilizaba un sistema PAL no se conseguían nuevos colores sino que se producía un efecto de difuminado. La intensidad de este efecto podía variar con el ancho de banda de los distintos sistemas PAL(PAL-M, PAL-N, PAL-B…)
Este efecto era más pronunciado a mayores resoluciones, siendo explotado por muchos artistas gráficos utilizando patrones de tramado. Los efectos de transparencia en la Sega Megadrive se aprovechan de este efecto.
En el caso del ZX Spectrum, se utilizaba el efecto para mezclar color y simular variaciones en su escasa paleta de 8 colores. Otros como el Atari-ST y el Commodore Amiga utilizaban técnicas de tramado para aprovecharse de las conexiones de video compuesto de TV. El Amiga, en su modo especial Hold-and-Modify (aguantar y modificar) estaba especialmente preparado para mostrar imágenes con gran cantidad de colores, aprovechándose de la difuminación.